# Польська академія літератури

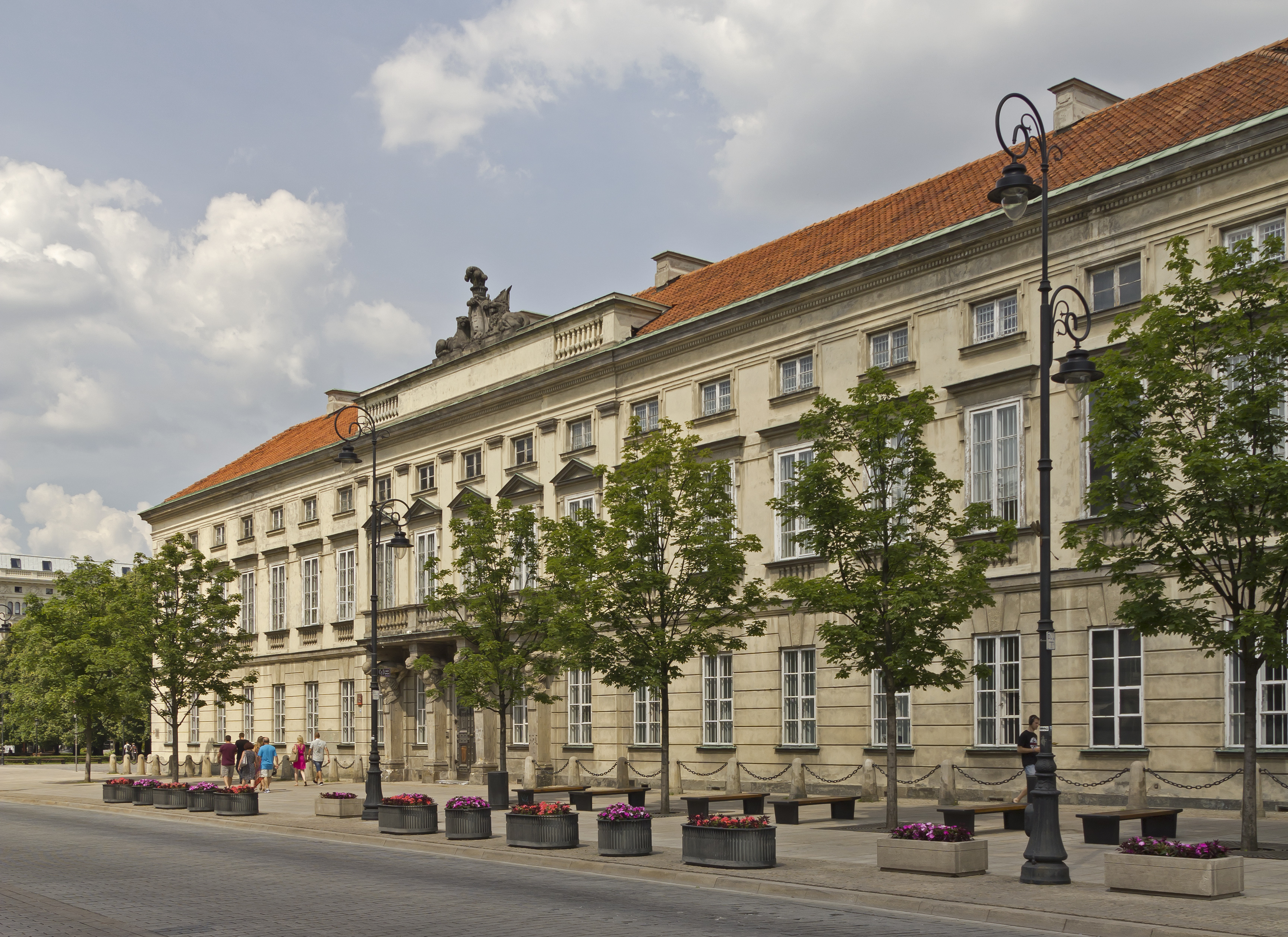
Палац Тишкевичів — резиденція Польської Академії Літератури на Краківському передмісті Варшави

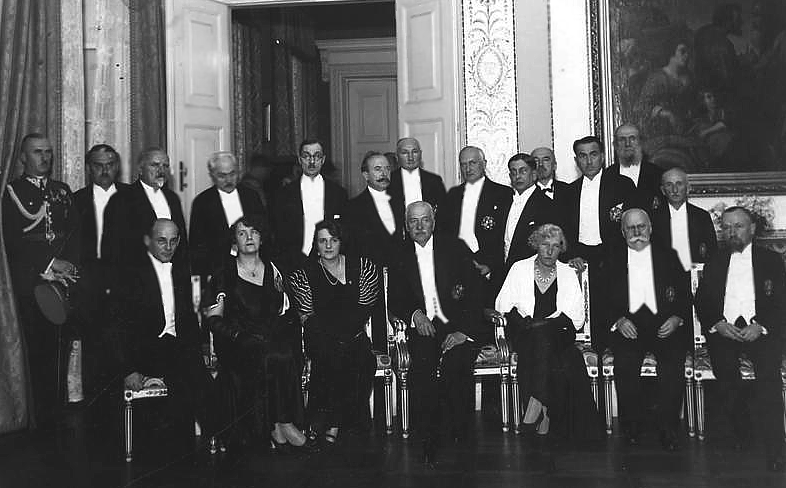
Урочисте засідання Польської Академії Літератури в 1933 р Сидять зліва направо: прем'єр-міністр Януш Єнджеєвич, Зоф'я Налковська, Марія Мосціцький, Президент Ігнацій Мосцицький, Марія Єнджевич, Вацлав Серошевський, Леопольд Стафф. Стоять зліва направо: полковник Ян Глоговський, директор Сковроньська, Зенон Пшесмицький, Вацлав Берент, Петро Хойновський, Юліуш Кляйнер, Вінценти Жимовський, Єжи Шанявський, Юліуш Каден-Бандровський, Кароль Іжиковський, Тадеуш Бой-Желенський, Тадей Зелінський, Болеслав Лесьмян

Польська академія літератури (пол. Polska Akademia Literatury, PAL) — одна з найважливіших державних установ літературного життя Польської Республіки. Існувала з 1933 до початку другої світової війни в 1939 році.
Польська академія літератури була створена розпорядженням Ради Міністрів Польщі 29 вересня 1933 року з метою заохочення та популяризації досягнень в області літературної творчості.
Статутом Академії були передбачені заходи щодо підвищення рівня польської літератури, всебічна робота з урядом на благо польської культури і мистецтва. Ідея її створення полягала в тому, щоб зробити Академію вищим авторитетним органом в питаннях формування громадської думки з питань польської мови, літератури та культури.
Прикладом для створення служила Французька академія. До складу академії включалися самі видні, в основному старшого покоління, письменники і літературознавці Польщі.
Польська академія літератури складалася з 15 довічних членів, з яких 7 перших вибиралися керівником міністерства релігійних сповідань і суспільної просвіти Польщі, решта 8 - самими академіками.
У 1934 році Академія заснувала нагороди «Золоті академічні лаври» та «Срібні академічні лаври», які присуджувалися за видатну літературну творчість, опіку над польською словесністю, видавничу роботу, за поширення любові до польської літератури, виховання читачів і сприяння інтересу до польського літературної творчості. Нагороди отримували письменники, науковці, університетські професори, перекладачі, бібліотекарі, публіцисти, видавці, книготорговці, державні чиновники, дипломати, громадські діячі, громадяни Польщі та інших країн. Списки нагороджених, публікувалися в «Щорічниках Польської Академії Літератури».